# ガスタイク
ガスタイク (ドイツ語: Gasteig) は、1985年にオープンしたミュンヘンのカルチャーセンター。ミュンヘン・フィルハーモニー管弦楽団が所有している。ミュンヘン音楽・演劇大学、成人教育センター及び市営中央図書館がすべてガスタイク内にある。ミュンヘン音楽祭のイベントのほとんど、ミュンヘン・ビエンナーレのイベントの多くは、ここで行われた。ミュンヘン・フィルのほか、ミュンヘンのもう一つの著名オーケストラであるバイエルン放送交響楽団もガスタイクを演奏会場として使用している。

## ホールと座席
- フィルハーモニー - 2387席、クライス・オルガン設置
- カール・オルフ・ホール - 528-598席
- ブラック・ボックス - 120-225席
- 小コンサートホール - 191席、コンサートホール
- その他の多目的室、中央図書館のホール、教育センターのホール

木製パネルの大きな貝殻のように開くフィルハーモニック・ホールには、ゆったりとした雰囲気と優れた音響効果がある。小さなホール「クライナー・コンサートホール」は、室内楽のためのホールで同じような特徴がある。ガスタイクは、ミュンヘン音楽・演劇大学の演劇舞台のあるカール・オルフ・ホール、ブラック・ボックス・スタジオ劇場、継続教育のミュンヘン・フォルクスホーホシューレ（成人教育センター）、演劇の必需品を販売する「Pappnase」（英語でcardboard nose）など、様々なカフェやショップ、本や定期刊行物など広範囲な書籍を所蔵するミュンヘン市立図書館中央館で構成されている。

## 歴史
ガスタイクは「急な坂道」を意味し、ミュンヘン市内のハイトハウゼン区において、広義にはイーザル川の右岸に広がる登り坂の地形、また狭義では現ルートヴィヒ橋から聖ニコライ教会を結ぶ坂道を指す。現ローゼンハイマーシュトラーセ通りもガスタイクと呼ばれていた。
第二次世界大戦によって都心のコンサートホール二か所（オデオンおよびトーン・ハレ）、中央図書館、成人教育センターが被害を受けた。特にミュンヘン・フィルハーモニーにとっては、常設の拠点が失われることとなった。1969年になって、ガスタイクに総合文化センターを新設する構想が具体化した。
ガスタイクの後ろにあった建物、ビュルガーブロイケラーは、1979年に解体されるまで存在し、1923年のミュンヘン一揆、ゲオルク・エルザーによる1939年のヒトラー暗殺未遂事件の舞台となった。ガスタイク外側の舗装面には、エルザーの暗殺未遂事件を伝える碑板が埋め込まれている。

## ギャラリー

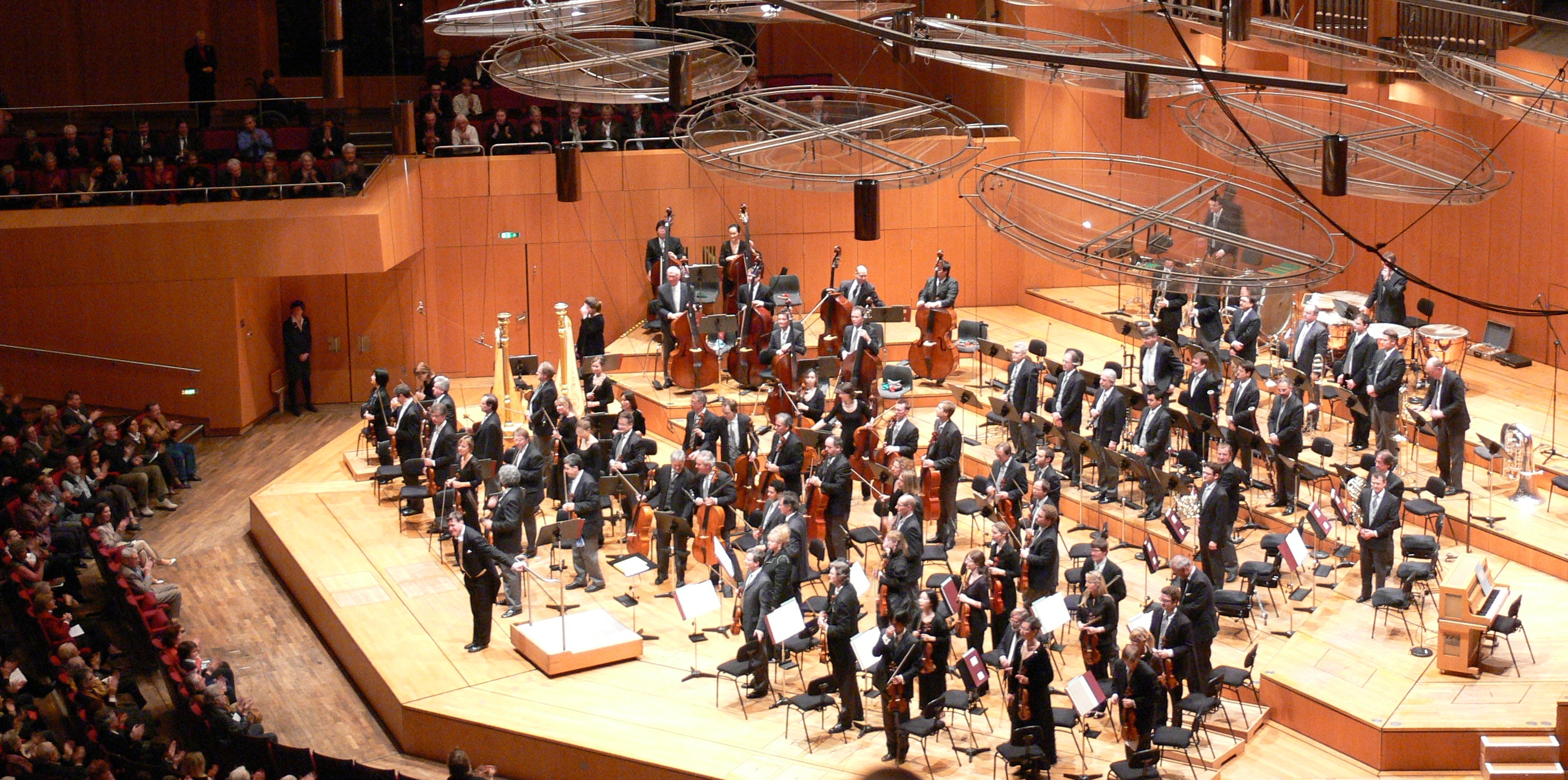
フィルハーモニーホールでのミュンヘン・フィルハーモニー管弦楽団
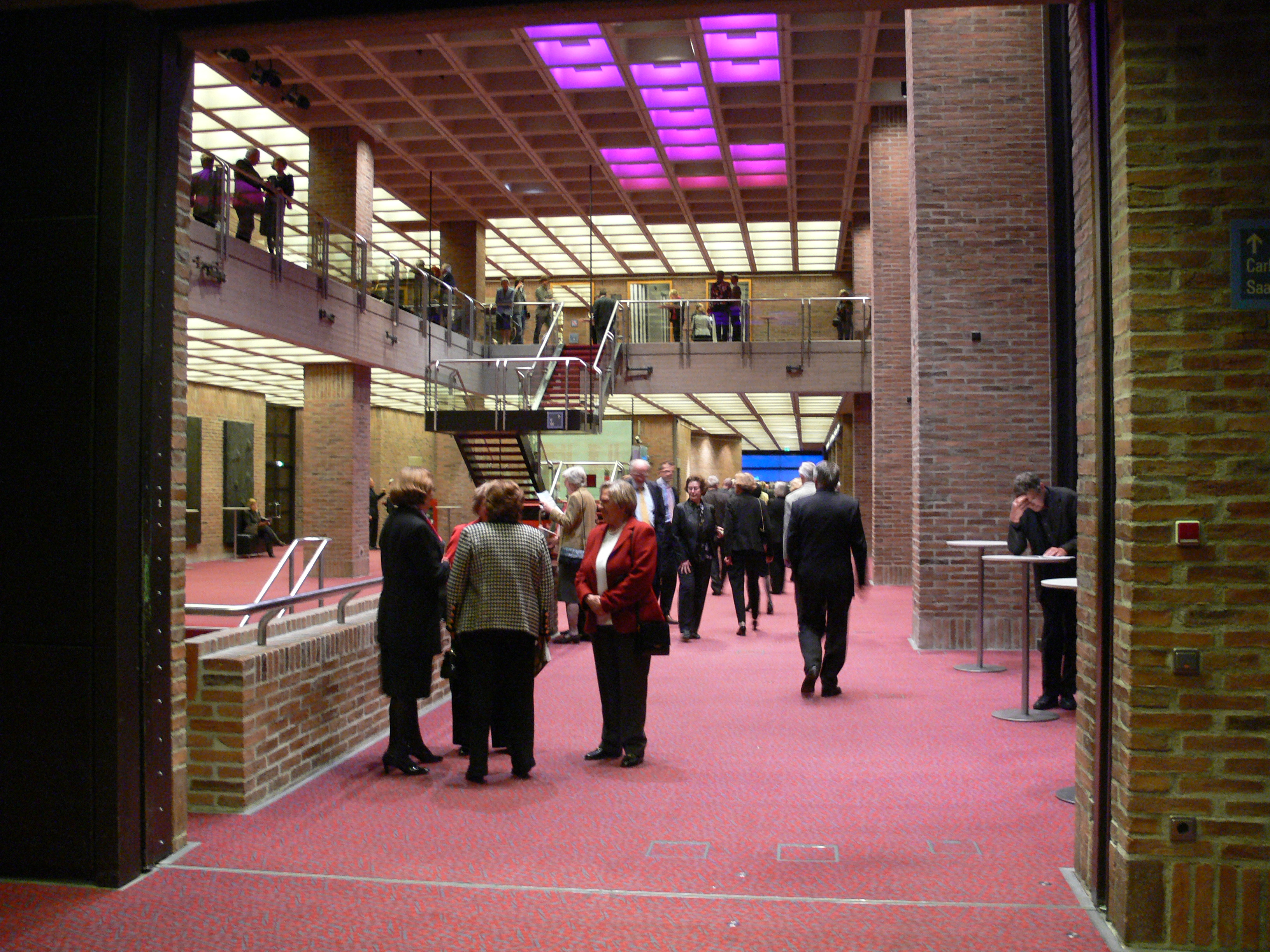
メインフロアー
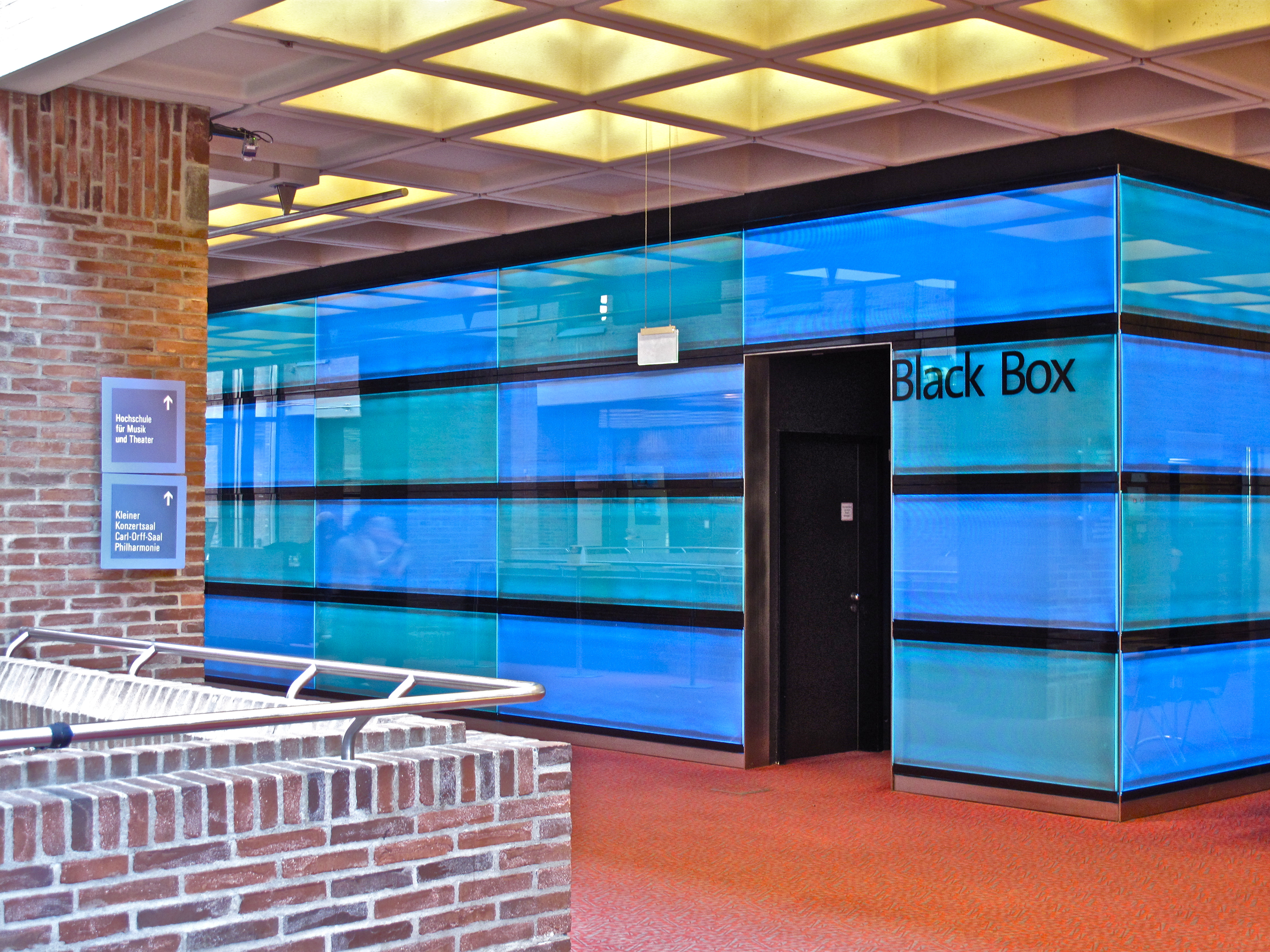
ブラックボックス・スタジオ劇場
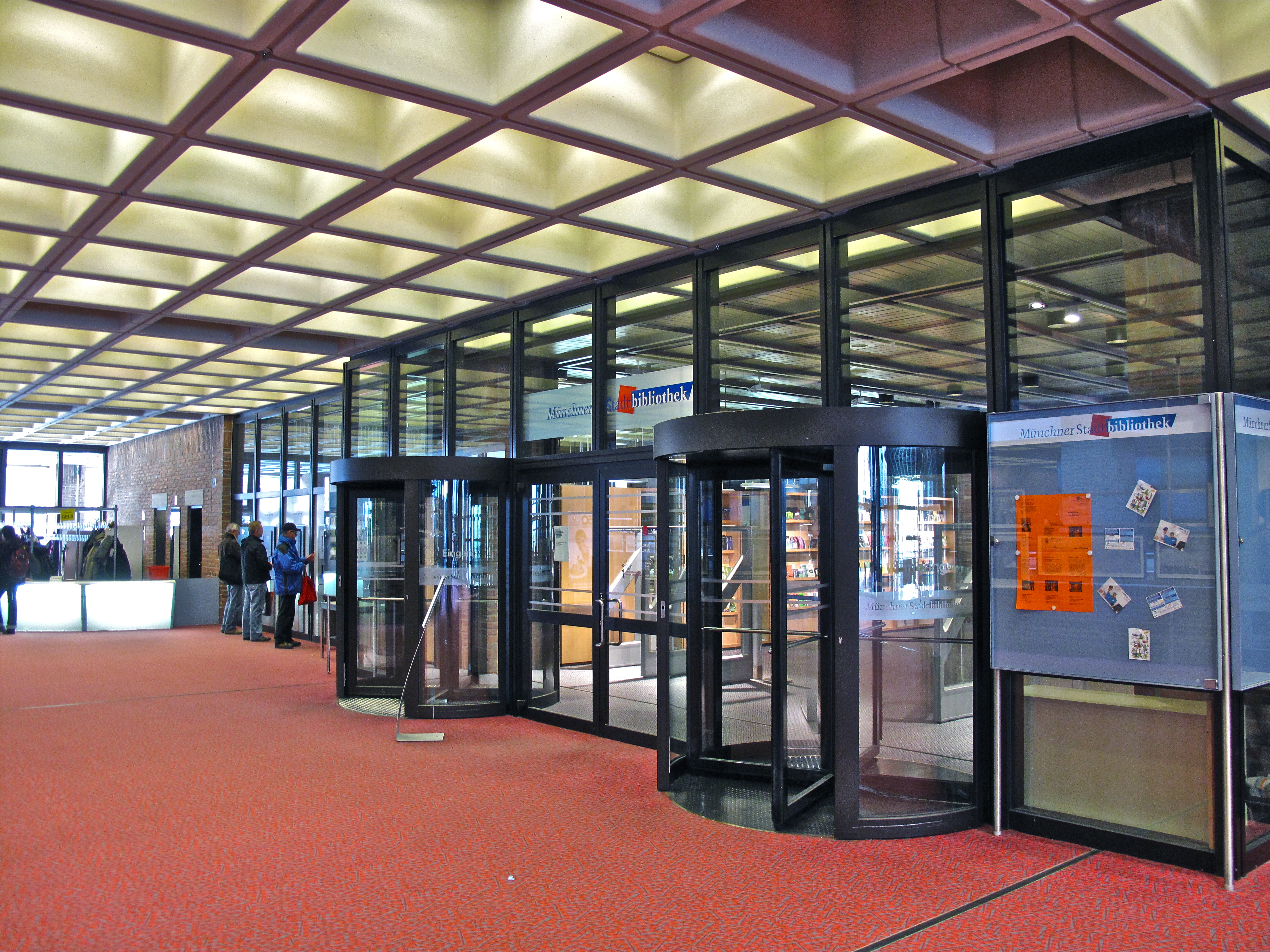
市立図書館
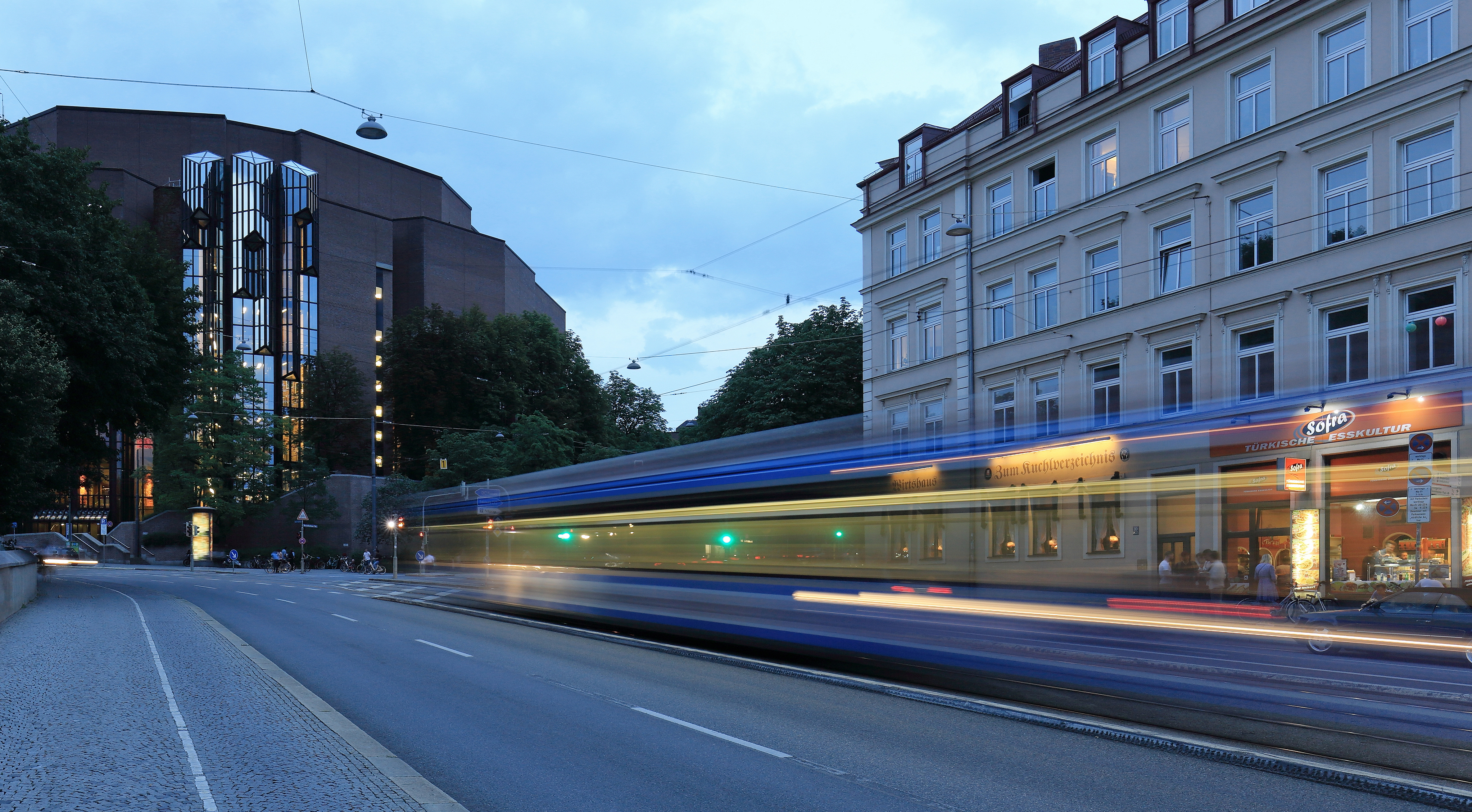
外観
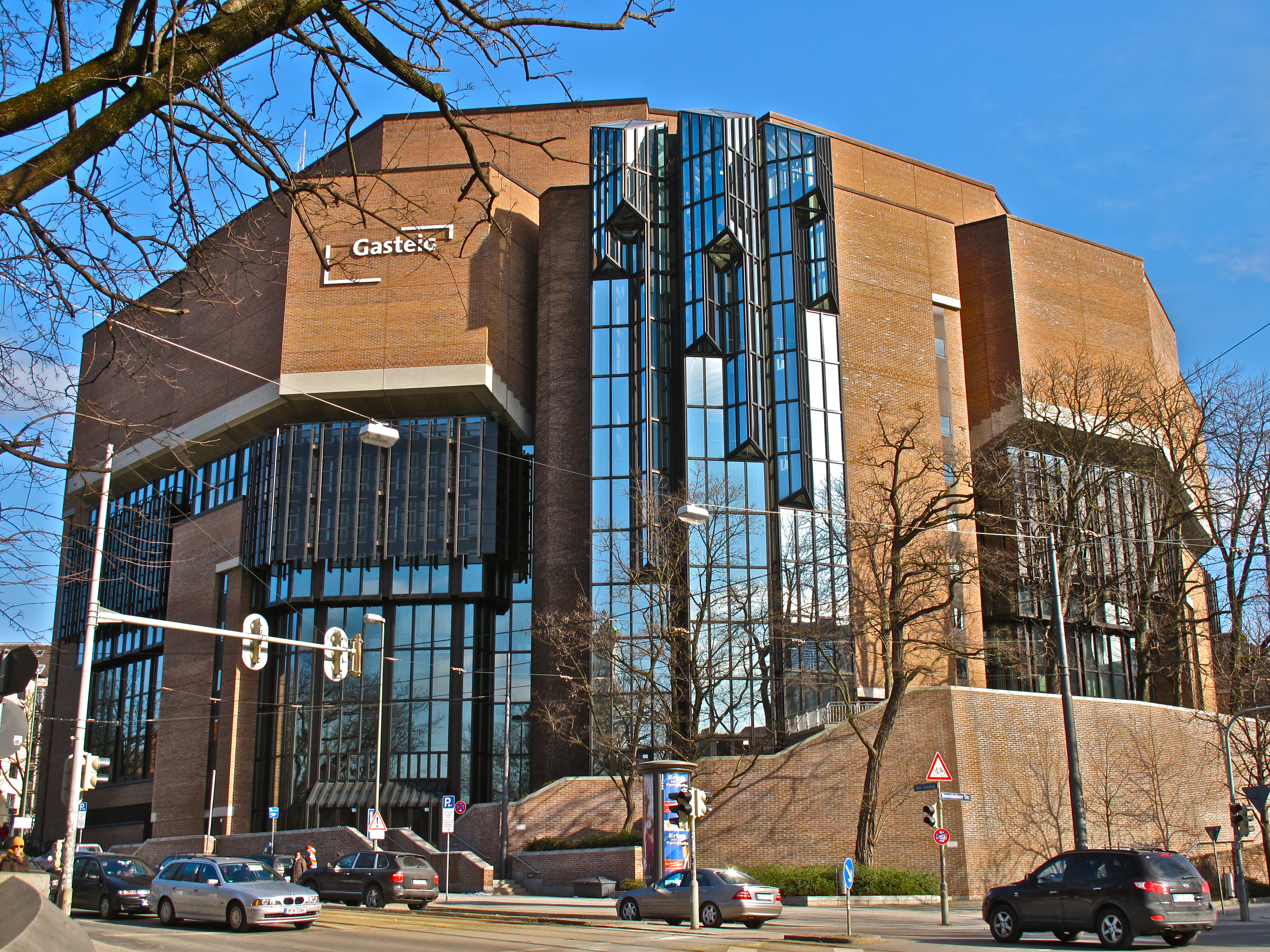
外観
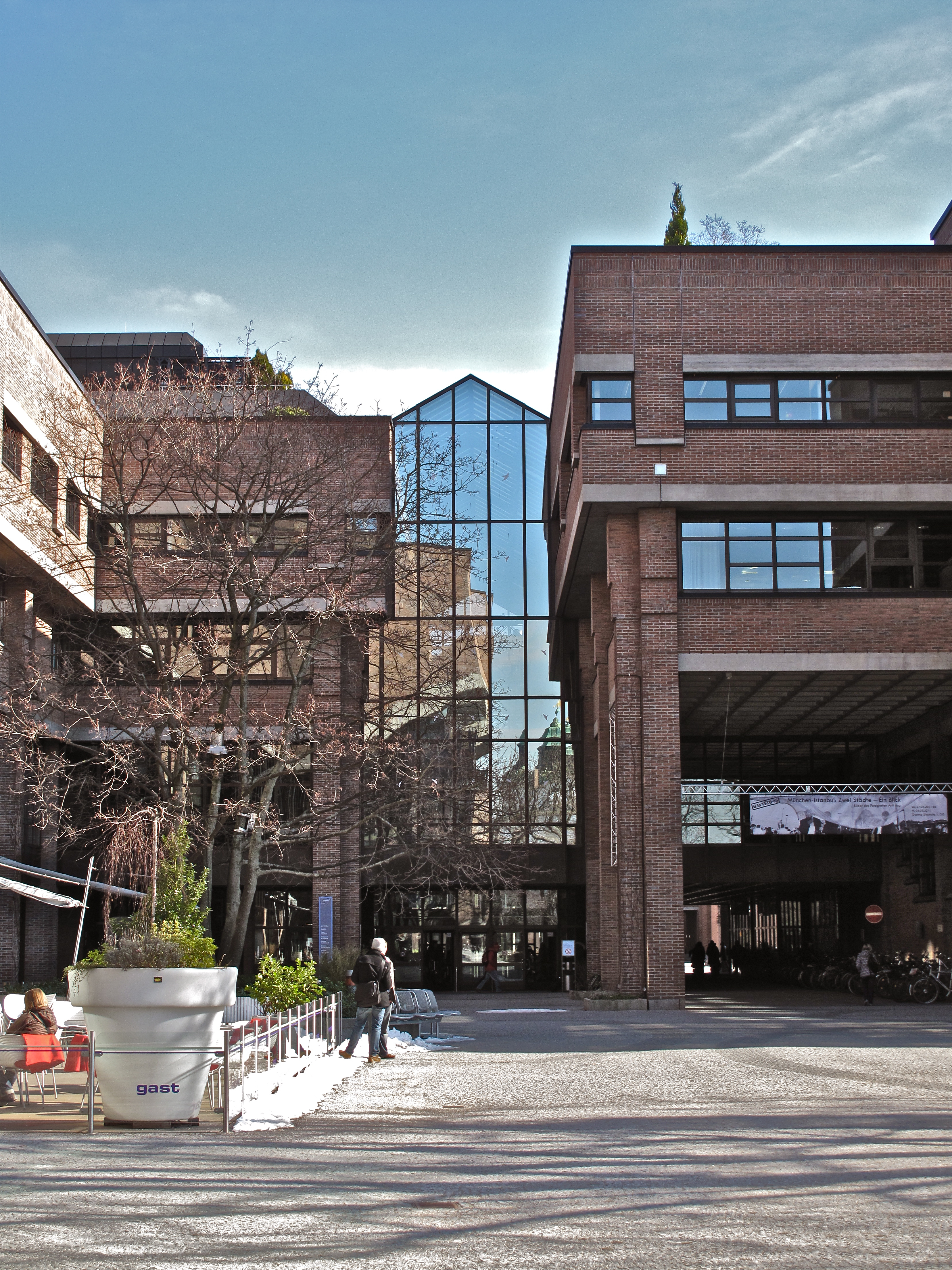
ガスタイクの正面玄関